# Berg (San Gallo)
Berg (toponimo tedesco) è un comune svizzero di 1 012 abitanti del Canton San Gallo, nel distretto di Rorschach.

## Geografia fisica
Il territorio di Berg si estende sulle colline a sud del lago di Costanza; non c'è contiguità territoriale tra le due frazioni che lo compongono, Oberberg e Unterberg.

## Storia
Il comune politico di Berg è stato istituito nel 1832 per scorporo da quello di Steinach; nel 1845 dal territorio di Berg fu scorporata la località di Tübach, divenuta comune autonomo.

## Monumenti e luoghi d'interesse
- Chiesa parrocchiale cattolica di San Michele, eretta nel 1777[3].

## Società

### Evoluzione demografica
L'evoluzione demografica è riportata nella seguente tabella:
Abitanti censiti

## Economia
L'economia locale si basa prevalentemente sull'agricoltura.

## Infrastrutture e trasporti
Berg è servito dalla stazione di Roggwil-Berg sulla ferrovia lago di Costanza-Toggenburgo (linea S8 della rete celere di San Gallo).